# Segunda Categoría de Pichincha 2023
El Campeonato Provincial de Segunda Categoría de Pichincha 2023 fue un torneo de fútbol en Ecuador en el cual compitieron equipos de la provincia de Pichincha. El torneo fue organizado por la Asociación de Fútbol No Amateur de Pichincha (AFNA) y avalado por la Federación Ecuatoriana de Fútbol. El torneo inició el 22 de abril y finalizó el 27 de agosto. Participaron 19 clubes de fútbol y entregó cuatro cupos a la fase de play-offs del Ascenso Nacional 2023, además el campeón provincial clasificó a la primera fase de la Copa Ecuador 2024.
El campeón defensor fue el Club Deportivo Mayor Pedro Traversari, más conocido como Aampetra, que ganó su segundo título la temporada pasada.

## Sistema de campeonato
El sistema de juego determinado por la Asociación de Fútbol No Amateur de Pichincha fue el siguiente:
- Primera fase: Los 19 equipos fueron divididos en dos grupos, uno de 10 y otro de 9 clubes por sorteo realizado el 13 de febrero y ratificado el 12 de abril,[6][7] se jugó todos contra todos en ida y vuelta (18 fechas), en cada grupo los tres primeros equipos avanzaron a la siguiente fase. Los últimos de cada grupo descendieron a la categoría inmediata inferior, el Torneo Provincial de Ascenso de AFNA.

- Fase final: Los seis equipos clasificados una vez definida su ubicación jugaron un play-off a partido único, para definir las cupos a los play-offs del Ascenso Nacional 2023, además el campeón clasificó a la Copa Ecuador 2024; quedando los cruces de la siguiente manera:
  - Final: 1.° Grupo A vs. 1. Grupo B
  - Tercer puesto: 2.° Grupo A vs. 2. Grupo B
  - Quinto puesto: 3.° Grupo A vs. 3. Grupo B

## Ascensos
| Pos. | Ascendidos del Ascenso Pichincha |
| ---- | -------------------------------- |
| 1.ª  | AKD                              |
| 2.ª  | Atlético Vinotinto               |
| 3.ª  | Tumbaco AV25                     |
| 4.ª  | Los Andes                        |

## Equipos participantes
| Equipos participantes                 | Equipos participantes   | Equipos participantes                                 |
| ------------------------------------- | ----------------------- | ----------------------------------------------------- |
|                                       |                         |                                                       |
| Equipo                                | Ciudad                  | Estadio                                               |
| Club Deportivo Meridiano              | Quito (Pomasqui)        | Estadio de la Liga Parroquial de Calderón             |
| Sociedad Deportiva Rayo               | Cayambe                 | Estadio Olímpico Guillermo Albornoz                   |
| Sociedad Deportivo Quito              | Quito                   | Estadio Olímpico Atahualpa                            |
| Club General Miguel Iturralde         | Quito (Calderón)        | Estadio de la Liga Parroquial de Guayllabamba         |
| Club Deportivo Mayor Pedro Traversari | Quito                   | Estadio General Rumiñahui                             |
| Club Deportivo Juventud               | Quito (Guayllabamba)    | Estadio General Rumiñahui                             |
| Aussie Fútbol Club                    | Quito (Guayllabamba)    | Estadio de la Liga Parroquial de Guayllabamba         |
| Juventud Independiente Tabacundo      | Tabacundo               | Estadio de la Liga Deporiva Cantonal de Tabacundo     |
| Universidad San Francisco de Quito    | Quito (Cumbayá)         | Estadio del Complejo de IDV                           |
| AKD Fútbol Club                       | Quito                   | Estadio Alonso Aguirre                                |
| Club Deportivo Espoli                 | Quito                   | Estadio de la Liga Parroquial de Nanegal              |
| Club Deportivo Da Encarnação          | Quito                   | Estadio de la Liga Barrial de Carcelén                |
| Galácticos Fútbol Club                | Pedro Vicente Maldonado | Estadio de la Liga Barrial de Pisulí                  |
| Casa Deportiva Cumbre Alta            | Quito                   | Estadio Gustavo Herdoíza León                         |
| Club Real Puerto Quito                | Puerto Quito            | Estadio de la Liga Deportiva Cantonal de Puerto Quito |
| Sandino Fútbol Club                   | Quito                   | Estadio de la Liga Parroquial de Nono                 |
| Club Deportivo Rumiñahui              | Machachi                | Estadio El Chan                                       |
| Club Deportivo Tumbaco AV25           | Quito (Tumbaco)         | Estadio Francisco Reinoso                             |
| Club Atlético Vinotinto               | Quito                   | Arena San Carlos                                      |

## Equipos por cantón
| Cantón                  | N.º | Equipos |
| ----------------------- | --- | --- |
| Quito                   | 14  | - Deportivo Quito - Aampetra - Aussie - Espoli - Juventud - Da Encarnação - Universidad San Francisco - Deportivo Meridiano - Miguel Iturralde - Cumbre Alta - Sandino - Tumbaco AV25 - Atlético Vinotinto - AKD |
| Cayambe                 | 1   | - Rayo |
| Pedro Vicente Maldonado | 1   | - Galácticos |
| Pedro Moncayo           | 1   | - JIT |
| Mejía                   | 1   | - Rumiñahui |
| Puerto Quito            | 1   | - Real Puerto Quito |

## Primera fase

### Grupo A

#### Clasificación
| Pos. | Equipo                    | Pts. | PJ | G | E | P  | GF | GC | Dif. | Clasificación o descenso     |
| ---- | ------------------------- | ---- | -- | - | - | -- | -- | -- | ---- | ---------------------------- |
| 1    | Tumbaco AV25              | 34   | 16 | 9 | 7 | 0  | 34 | 7  | +27  | Final                        |
| 2    | Da Encarnação             | 31   | 16 | 9 | 4 | 3  | 24 | 11 | +13  | Partido por el tercer puesto |
| 3    | Juventud                  | 28   | 16 | 8 | 4 | 4  | 30 | 11 | +19  | Partido por el quinto puesto |
| 4    | Sandino                   | 28   | 16 | 8 | 4 | 4  | 26 | 16 | +10  |                              |
| 5    | Deportivo Meridiano       | 26   | 16 | 7 | 5 | 4  | 35 | 15 | +20  |                              |
| 6    | Deportivo Quito           | 23   | 16 | 6 | 8 | 2  | 24 | 14 | +10  |                              |
| 7    | Rumiñahui                 | 12   | 16 | 4 | 0 | 12 | 20 | 46 | −26  |                              |
| 8    | Universidad San Francisco | 8    | 15 | 2 | 2 | 11 | 12 | 27 | −15  |                              |
| 9    | Galácticos (D)            | 3    | 15 | 1 | 0 | 14 | 9  | 67 | −58  | Descenso                     |

 Fuente: AFNA Pichincha, @AscensoEcuador, GALA Deporte
Criterios de clasificación: 1) Puntos; 2) Diferencia de goles; 3) Goles marcados
Notas:
1. ↑  Deportivo Quito fue sancionado con tres puntos menos debido a una suspensión por deudas pendientes.[8]

#### Evolución de la clasificación
| Equipo / Fecha            | 1 | 2 | 3 | 4 | 5 | 6 | 7 | 8 | 9 | 10 | 11 | 12 | 13 | 14 | 15 | 16 | 17 | 18 |
| ------------------------- | - | - | - | - | - | - | - | - | - | -- | -- | -- | -- | -- | -- | -- | -- | -- |
| Tumbaco AV25              | 4 | 2 | 1 | 1 | 1 | 1 | 1 | 1 | 1 | 2  | 2  | 3  | 2  | 2  | 1  | 1  | 1  | 1  |
| Da Encarnação             | 7 | 7 | 8 | 7 | 7 | 5 | 6 | 5 | 5 | 4  | 6  | 5  | 4  | 5  | 3  | 2  | 2  | 2  |
| Juventud                  | 1 | 4 | 4 | 6 | 4 | 3 | 2 | 4 | 2 | 1  | 1  | 2  | 1  | 1  | 2  | 3  | 3  | 3  |
| Sandino                   | 3 | 6 | 6 | 5 | 3 | 4 | 3 | 3 | 6 | 5  | 4  | 4  | 6  | 3  | 4  | 4  | 4  | 4  |
| Deportivo Meridiano       | 5 | 3 | 3 | 3 | 6 | 7 | 5 | 6 | 4 | 3  | 3  | 1  | 3  | 4  | 5  | 5  | 5  | 5  |
| Deportivo Quito           | 6 | 5 | 7 | 4 | 2 | 2 | 4 | 2 | 3 | 6  | 5  | 6  | 5  | 6  | 6  | 6  | 6  | 6  |
| Rumiñahui                 | 9 | 9 | 5 | 8 | 8 | 8 | 8 | 8 | 8 | 8  | 7  | 7  | 7  | 7  | 8  | 7  | 7  | 7  |
| Universidad San Francisco | 2 | 1 | 2 | 2 | 5 | 6 | 7 | 7 | 7 | 7  | 8  | 8  | 8  | 8  | 7  | 8  | 8  | 8  |
| Galácticos                | 8 | 8 | 9 | 9 | 9 | 9 | 9 | 9 | 9 | 9  | 9  | 9  | 9  | 9  | 9  | 9  | 9  | 9  |

#### Resultados
- Los horarios corresponden al huso horario de Ecuador: (UTC-5).

| Deportivo Meridiano       | 1 - 1 | Tumbaco AV25 | Liga Parr. de Calderón | 22 de abril | 11:00 |
| Universidad San Francisco | 0 - 3 | Galácticos   | Complejo IDV           | 22 de abril | 14:00 |
| Rumiñahui                 | 0 - 4 | Juventud     | El Chan                | 23 de abril | 11:00 |
| Deportivo Quito           | 1 - 1 | Sandino      | Olímpico Atahualpa     | 24 de abril | 18:30 |
| Libre: Da Encarnação      |       |              |                        |             |       |

| Tumbaco AV25   | 7 - 0 | Rumiñahui                 | Francisco Reinoso           | 29 de abril | 10:00 |
| Da Encarnação  | 3 - 0 | Universidad San Francisco | Liga Barrial de Carcelén    | 29 de abril | 10:00 |
| Juventud       | 0 - 0 | Deportivo Quito           | Olímpico Guillermo Albornoz | 29 de abril | 12:00 |
| Galácticos     | 2 - 6 | Deportivo Meridiano       | Liga Barrial de Pisulí      | 1 de mayo   | 12:00 |
| Libre: Sandino |       |                           |                             |             |       |

| Universidad San Francisco | 0 - 3 | Sandino       | Complejo IDV           | 5 de mayo | 12:00 |
| Tumbaco AV25              | 1 - 0 | Juventud      | Francisco Reinoso      | 6 de mayo | 10:00 |
| Deportivo Meridiano       | 0 - 0 | Da Encarnação | Liga Parr. de Calderón | 7 de mayo | 11:00 |
| Rumiñahui                 | 2 - 1 | Galácticos    | El Chan                | 7 de mayo | 11:00 |
| Libre: Deportivo Quito    |       |               |                        |           |       |

| Deportivo Quito | 3 - 0 | Universidad San Francisco | Olímpico Atahualpa         | 12 de mayo | 19:00 |
| Da Encarnação   | 1 - 0 | Rumiñahui                 | Liga Barrial de Carcelén   | 13 de mayo | 10:00 |
| Sandino         | 2 - 1 | Deportivo Meridiano       | Liga Parr. de Guayllabamba | 14 de mayo | 12:00 |
| Galácticos      | 0 - 4 | Tumbaco AV25              | Liga Barrial de Pisulí     | 15 de mayo | 12:00 |
| Libre: Juventud |       |                           |                            |            |       |

| Tumbaco AV25                     | 1 - 0 | Da Encarnação   | Francisco Reinoso      | 20 de mayo | 10:00 |
| Deportivo Meridiano              | 0 - 2 | Deportivo Quito | Liga Parr. de Calderón | 21 de mayo | 11:30 |
| Rumiñahui                        | 0 - 1 | Sandino         | El Chan                | 21 de mayo | 11:00 |
| Galácticos                       | 0 - 7 | Juventud        | Liga Barrial de Pisulí | 22 de mayo | 12:00 |
| Libre: Universidad San Francisco |       |                 |                        |            |       |

| Deportivo Quito            | 2 - 0 | Rumiñahui                 | Gustavo Herdoíza León      | 26 de mayo | 12:00 |
| Da Encarnação              | 4 - 0 | Galácticos                | Liga Barrial de Carcelén   | 27 de mayo | 10:00 |
| Juventud                   | 1 - 0 | Universidad San Francisco | Liga Parr. de Guayllabamba | 27 de mayo | 13:30 |
| Sandino                    | 0 - 0 | Tumbaco AV25              | Liga Parr. de Guayllabamba | 28 de mayo | 12:00 |
| Libre: Deportivo Meridiano |       |                           |                            |            |       |

| Tumbaco AV25        | 1 - 0 | Deportivo Quito           | Francisco Reinoso        | 3 de junio | 10:00 |
| Da Encarnação       | 0 - 2 | Juventud                  | Liga Barrial de Carcelén | 3 de junio | 10:00 |
| Deportivo Meridiano | 1 - 0 | Universidad San Francisco | Liga Parr. de Calderón   | 3 de junio | 11:00 |
| Galácticos          | 1 - 4 | Sandino                   | Liga Barrial de Pisulí   | 5 de junio | 14:30 |
| Libre: Rumiñahui    |       |                           |                          |            |       |

| Deportivo Meridiano       | 3 - 1 | Juventud      | Orlando Baquero       | 9 de junio  | 11:00 |
| Universidad San Francisco | 5 - 3 | Rumiñahui     | Complejo IDV          | 11 de junio | 11:00 |
| Deportivo Quito           | 3 - 0 | Galácticos    | Gustavo Herdoíza León | 11 de junio | 12:00 |
| Sandino                   | 0 - 2 | Da Encarnação | El Complejo           | 11 de junio | 12:00 |
| Libre: Tumbaco AV25       |       |               |                       |             |       |

| Juventud          | 3 - 0 | Sandino                   | Liga Parr. de Guayllabamba | 16 de junio | 11:00 |
| Da Encarnação     | 2 - 2 | Deportivo Quito           | Gustavo Herdoíza León      | 16 de junio | 12:00 |
| Tumbaco AV25      | 1 - 1 | Universidad San Francisco | Francisco Reinoso          | 17 de junio | 12:00 |
| Rumiñahui         | 0 - 7 | Deportivo Meridiano       | El Chan                    | 18 de junio | 12:00 |
| Libre: Galácticos |       |                           |                            |             |       |

| Deportivo Meridiano       | 3 - 1 | Rumiñahui     | Orlando Baquero       | 24 de junio | 11:00 |
| Sandino                   | 0 - 2 | Juventud      | El Complejo           | 24 de junio | 12:00 |
| Universidad San Francisco | 0 - 0 | Tumbaco AV25  | Complejo IDV          | 25 de junio | 11:00 |
| Deportivo Quito           | 1 - 1 | Da Encarnação | Gustavo Herdoíza León | 25 de junio | 13:30 |
| Libre: Galácticos         |       |               |                       |             |       |

| Da Encarnação       | 0 - 1 | Sandino                   | Liga Barrial de Carcelén   | 1 de julio | 10:00 |
| Rumiñahui           | 2 - 0 | Universidad San Francisco | El Chan                    | 1 de julio | 12:00 |
| Galácticos          | 1 - 2 | Deportivo Quito           | Liga Barrial de Pisulí     | 1 de julio | 12:00 |
| Juventud            | 0 - 0 | Deportivo Meridiano       | Liga Parr. de Guayllabamba | 1 de julio | 16:00 |
| Libre: Tumbaco AV25 |       |                           |                            |            |       |

| Sandino                   | 6 - 0 | Galácticos          | Liga Parr. de Guayllabamba | 8 de julio | 13:00 |
| Juventud                  | 0 - 1 | Da Encarnação       | Liga Parr. de Guayllabamba | 8 de julio | 16:00 |
| Universidad San Francisco | 0 - 2 | Deportivo Meridiano | Complejo IDV               | 9 de julio | 11:30 |
| Deportivo Quito           | 1 - 1 | Tumbaco AV25        | Olímpico Atahualpa         | 9 de julio | 12:00 |
| Libre: Rumiñahui          |       |                     |                            |            |       |

| Tumbaco AV25               | 2 - 1 | Sandino         | Francisco Reinoso      | 15 de julio | 10:00 |
| Universidad San Francisco  | 0 - 2 | Juventud        | Complejo IDV           | 16 de julio | 11:30 |
| Rumiñahui                  | 1 - 2 | Deportivo Quito | El Chan                | 16 de julio | 13:00 |
| Galácticos                 | 0 - 3 | Da Encarnação   | Liga Barrial de Pisulí | 17 de julio | 14:00 |
| Libre: Deportivo Meridiano |       |                 |                        |             |       |

| Da Encarnação                    | 1 - 1 | Tumbaco AV25        | Liga Barrial de Carcelén   | 22 de julio | 10:00 |
| Sandino                          | 3 - 1 | Rumiñahui           | Liga Parr. de Guayllabamba | 22 de julio | 13:00 |
| Juventud                         | 3 - 0 | Galácticos          | Liga Parr. de Guayllabamba | 22 de julio | 16:00 |
| Deportivo Quito                  | 2 - 2 | Deportivo Meridiano | Olímpico Atahualpa         | 23 de julio | 12:00 |
| Libre: Universidad San Francisco |       |                     |                            |             |       |

| Tumbaco AV25              | 8 - 0 | Galácticos      | Francisco Reinoso    | 29 de julio | 10:00 |
| Rumiñahui                 | 2 - 3 | Da Encarnação   | El Chan              | 29 de julio | 12:00 |
| Deportivo Meridiano       | 1 - 1 | Sandino         | Complejo El Nacional | 29 de julio | 15:30 |
| Universidad San Francisco | 1 - 0 | Deportivo Quito | Complejo IDV         | 30 de julio | 15:00 |
| Libre: Juventud           |       |                 |                      |             |       |

| Da Encarnação          | 2 - 1 | Deportivo Meridiano       | Casa de la Selección       | 5 de agosto | 10:00 |
| Juventud               | 1 - 1 | Tumbaco AV25              | Liga Parr. de Guayllabamba | 5 de agosto | 13:00 |
| Sandino                | 2 - 1 | Universidad San Francisco | Liga Parr. de Guayllabamba | 5 de agosto | 16:00 |
| Galácticos             | 1 - 4 | Rumiñahui                 | Liga Barrial de Pisulí     | 7 de agosto | 12:00 |
| Libre: Deportivo Quito |       |                           |                            |             |       |

| Deportivo Meridiano      | 7 - 0 | Galácticos    | San Antonio de Pichincha   | 12 de agosto | 11:00 |
| Rumiñahui                | 1 - 4 | Tumbaco AV25  | Polideportivo Machachi     | 12 de agosto | 11:00 |
| Deportivo Quito          | 2 - 2 | Juventud      | LDC de Tabacundo           | 12 de agosto | 11:00 |
| Universidad San Franciso | 0 - 1 | Da Encarnação | Liga Parr. de Guayllabamba | 12 de agosto | 11:00 |
| Libre: Sandino           |       |               |                            |              |       |

| Tumbaco AV25         | 1 - 0 | Deportivo Meridiano       | Francisco Reinoso          | 17 de agosto   | 12:00          |
| Juventud             | 2 - 3 | Rumiñahui                 | Liga Parr. de Guayllabamba | 17 de agosto   | 12:00          |
| Sandino              | 1 - 1 | Deportivo Quito           | Casa de la Selección       | 17 de agosto   | 12:00          |
| Galácticos           | -     | Universidad San Francisco | No se programó             | No se programó | No se programó |
| Libre: Da Encarnação |       |                           |                            |                |                |

#### Tabla de resultados cruzados
| Local \ Visitante         | ENC | MER | SDQ | GAL | JUV | RUM | SAN | TAV | USF |
| ------------------------- | --- | --- | --- | --- | --- | --- | --- | --- | --- |
| Da Encarnação             | —   | 2–1 | 2–2 | 4–0 | 0–2 | 1–0 | 0–1 | 1–1 | 3–0 |
| Deportivo Meridiano       | 0–0 | —   | 0–2 | 7–0 | 3–1 | 3–1 | 1–1 | 1–1 | 1–0 |
| Deportivo Quito           | 1–1 | 2–2 | —   | 3–0 | 2–2 | 2–0 | 1–1 | 1–1 | 1–0 |
| Galácticos                | 0–3 | 2–6 | 1–2 | —   | 0–7 | 1–4 | 1–4 | 0–4 | —   |
| Juventud                  | 0–1 | 0–0 | 0–0 | 3–0 | —   | 2–3 | 3–0 | 1–1 | 1–0 |
| Rumiñahui                 | 2–3 | 0–7 | 1–2 | 2–1 | 0–4 | —   | 0–1 | 1–4 | 2–0 |
| Sandino                   | 0–2 | 2–1 | 1–1 | 6–0 | 0–2 | 3–1 | —   | 0–0 | 2–1 |
| Tumbaco AV25              | 1–0 | 1–0 | 1–0 | 8–0 | 1–0 | 7–0 | 2–1 | —   | 1–1 |
| Universidad San Francisco | 0–1 | 0–2 | 1–0 | 0–3 | 0–2 | 5–3 | 0–3 | 0–0 | —   |

### Grupo B

#### Clasificación
| Pos. | Equipo             | Pts. | PJ | G  | E | P  | GF | GC | Dif. | Clasificación o descenso     |
| ---- | ------------------ | ---- | -- | -- | - | -- | -- | -- | ---- | ---------------------------- |
| 1    | Aampetra           | 49   | 18 | 16 | 1 | 1  | 48 | 8  | +40  | Final                        |
| 2    | Atlético Vinotinto | 40   | 18 | 12 | 4 | 2  | 48 | 12 | +36  | Partido por el tercer puesto |
| 3    | Miguel Iturralde   | 34   | 18 | 10 | 4 | 4  | 41 | 18 | +23  | Partido por el quinto puesto |
| 4    | Rayo               | 31   | 18 | 9  | 4 | 5  | 48 | 35 | +13  |                              |
| 5    | JIT                | 25   | 18 | 6  | 7 | 5  | 27 | 29 | −2   |                              |
| 6    | Espoli             | 18   | 18 | 5  | 3 | 10 | 18 | 31 | −13  |                              |
| 7    | Real Puerto Quito  | 16   | 17 | 5  | 1 | 11 | 21 | 43 | −22  |                              |
| 8    | Cumbre Alta        | 15   | 17 | 3  | 6 | 8  | 24 | 34 | −10  |                              |
| 9    | Aussie             | 14   | 18 | 4  | 2 | 12 | 22 | 43 | −21  |                              |
| 10   | AKD (D)            | 8    | 18 | 2  | 2 | 14 | 17 | 61 | −44  | Descenso                     |

 Fuente: AFNA Pichincha, @AscensoEcuador, GALA Deporte
Criterios de clasificación: 1) Puntos; 2) Diferencia de goles; 3) Goles marcados

#### Evolución de la clasificación
| Equipo / Fecha     | 1  | 2  | 3  | 4  | 5  | 6  | 7  | 8  | 9  | 10 | 11 | 12 | 13 | 14 | 15 | 16 | 17 | 18 |
| ------------------ | -- | -- | -- | -- | -- | -- | -- | -- | -- | -- | -- | -- | -- | -- | -- | -- | -- | -- |
| Aampetra           | 1  | 1  | 1  | 1  | 2  | 2  | 2  | 2  | 1  | 1  | 1  | 1  | 1  | 1  | 1  | 1  | 1  | 1  |
| Atlético Vinotinto | 3  | 3  | 3  | 3  | 1  | 1  | 1  | 1  | 2  | 2  | 2  | 2  | 2  | 2  | 2  | 2  | 2  | 2  |
| Miguel Iturralde   | 2  | 2  | 2  | 2  | 3  | 4  | 4  | 5  | 4  | 4  | 3  | 3  | 3  | 3  | 3  | 3  | 3  | 3  |
| Rayo               | 4  | 4  | 4  | 4  | 4  | 3  | 5  | 3  | 3  | 3  | 4  | 4  | 4  | 4  | 4  | 4  | 4  | 4  |
| JIT                | 9  | 9  | 7  | 5  | 8  | 9  | 8  | 7  | 8  | 5  | 5  | 5  | 6  | 5  | 5  | 5  | 5  | 5  |
| Espoli             | 10 | 8  | 10 | 9  | 7  | 6  | 7  | 8  | 6  | 7  | 6  | 6  | 5  | 6  | 6  | 6  | 6  | 6  |
| Real Puerto Quito  | 5  | 6  | 6  | 8  | 5  | 5  | 3  | 4  | 5  | 6  | 7  | 8  | 8  | 7  | 7  | 7  | 7  | 7  |
| Cumbre Alta        | 6  | 7  | 9  | 10 | 10 | 8  | 6  | 6  | 7  | 8  | 8  | 7  | 7  | 8  | 8  | 8  | 8  | 8  |
| Aussie             | 8  | 5  | 5  | 7  | 6  | 7  | 9  | 9  | 9  | 9  | 9  | 9  | 9  | 9  | 9  | 9  | 9  | 9  |
| AKD                | 7  | 10 | 8  | 6  | 9  | 10 | 10 | 10 | 10 | 10 | 10 | 10 | 10 | 10 | 10 | 10 | 10 | 10 |

#### Resultados
- Los horarios corresponden al huso horario de Ecuador: (UTC-5).

| Aampetra           | 5 - 0 | Espoli            | General Rumiñahui           | 22 de abril | 11:00 |
| AKD                | 1 - 5 | Miguel Iturralde  | Alonso Aguirre              | 22 de abril | 11:00 |
| Atlético Vinotinto | 4 - 0 | JIT               | Arena San Carlos            | 22 de abril | 14:00 |
| Rayo               | 4 - 0 | Aussie            | Olímpico Guillermo Albornoz | 22 de abril | 14:00 |
| Cumbre Alta        | 1 - 2 | Real Puerto Quito | Gustavo Herdoíza León       | 23 de abril | 11:00 |

| Aussie            | 3 - 0 | AKD                | Liga Parr. de Guayllabamba | 29 de abril | 10:00 |
| Espoli            | 1 - 2 | Rayo               | Liga Parr. de Nanegal      | 29 de abril | 11:00 |
| Real Puerto Quito | 0 - 2 | Atlético Vinotinto | San Antonio de Pichincha   | 29 de abril | 11:00 |
| Miguel Iturralde  | 2 - 0 | Cumbre Alta        | Liga Parr. de Guayllabamba | 29 de abril | 13:30 |
| JIT               | 0 - 2 | Aampetra           | LDC de Tabacundo           | 30 de abril | 12:00 |

| Aussie             | 1 - 4 | Miguel Iturralde  | Liga Parr. de Guayllabamba  | 6 de mayo | 10:00 |
| Aampetra           | 4 - 1 | Real Puerto Quito | General Rumiñahui           | 6 de mayo | 11:00 |
| AKD                | 2 - 0 | Espoli            | Alonso Aguirre              | 6 de mayo | 11:00 |
| Rayo               | 4 - 5 | JIT               | Olímpico Guillermo Albornoz | 6 de mayo | 14:00 |
| Atlético Vinotinto | 5 - 3 | Cumbre Alta       | Arena San Carlos            | 6 de mayo | 14:00 |

| Real Puerto Quito | 0 - 1 | Rayo               | San Antonio de Pichincha   | 13 de mayo | 11:00 |
| JIT               | 2 - 2 | AKD                | LDC de Tabacunda           | 13 de mayo | 11:00 |
| Cumbre Alta       | 1 - 1 | Aampetra           | Gustavo Herdoíza León      | 13 de mayo | 14:00 |
| Miguel Iturralde  | 1 - 1 | Atlético Vinotinto | Liga Parr. de Guayllabamba | 13 de mayo | 14:00 |
| Espoli            | 1 - 0 | Aussie             | Gustavo Herdoíza León      | 14 de mayo | 14:00 |

| Aussie   | 3 - 2 | JIT                | Liga Parr. de Guayllabamba  | 20 de mayo | 10:00 |
| Aampetra | 1 - 2 | Atlético Vinotinto | General Rumiñahui           | 20 de mayo | 11:00 |
| AKD      | 0 - 3 | Real Puerto Quito  | Alonso Aguirre              | 20 de mayo | 11:00 |
| Rayo     | 2 - 2 | Cumbre Alta        | Olímpico Guillermo Albornoz | 20 de mayo | 12:00 |
| Espoli   | 4 - 1 | Miguel Iturralde   | Gustavo Herdoíza León       | 21 de mayo | 10:00 |

| Atlético Vinotinto | 1 - 1 | Rayo     | El Potrero                 | 26 de mayo | 10:00 |
| Real Puerto Quito  | 2 - 1 | Aussie   | San Antonio de Pichincha   | 26 de mayo | 11:00 |
| Miguel Iturralde   | 0 - 2 | Aampetra | Liga Parr. de Guayllabamba | 27 de mayo | 10:00 |
| Cumbre Alta        | 5 - 1 | AKD      | Gustavo Herdoíza León      | 28 de mayo | 11:00 |
| JIT                | 1 - 1 | Espoli   | LDC de Tabacundo           | 28 de mayo | 13:30 |

| AKD    | 0 - 5 | Atlético Vinotinto | Alonso Aguirre              | 3 de junio | 10:00 |
| Aussie | 1 - 2 | Cumbre Alta        | Liga Parr. de Guayllabamba  | 3 de junio | 10:00 |
| Espoli | 1 - 3 | Real Puerto Quito  | Gustavo Herdoíza León       | 4 de junio | 10:00 |
| Rayo   | 1 - 5 | Aampetra           | Olímpico Guillermo Albornoz | 4 de junio | 12:00 |
| JIT    | 1 - 1 | Miguel Iturralde   | LDC de Tabacundo            | 4 de junio | 13:30 |

| Cumbre Alta        | 1 - 1 | Espoli           | Gustavo Herdoíza León       | 10 de junio | 09:00 |
| Real Puerto Quito  | 1 - 3 | JIT              | San Antonio de Pichincha    | 10 de junio | 11:00 |
| Aampetra           | 3 - 0 | AKD              | General Rumiñahui           | 10 de junio | 11:00 |
| Rayo               | 5 - 2 | Miguel Iturralde | Olímpico Guillermo Albornoz | 11 de junio | 12:00 |
| Atlético Vinotinto | 4 - 0 | Aussie           | Arena MPRO                  | 11 de junio | 14:00 |

| Miguel Iturralde | 2 - 0 | Real Puerto Quito  | Liga Parr. de Guayllabamba | 17 de junio | 10:00 |
| AKD              | 3 - 4 | Rayo               | Alonso Aguirre             | 17 de junio | 11:00 |
| Aussie           | 1 - 3 | Aampetra           | Liga Parr. de Guayllabamba | 17 de junio | 13:30 |
| JIT              | 1 - 1 | Cumbre Alta        | LDC de Tabacundo           | 17 de junio | 13:30 |
| Espoli           | 1 - 0 | Atlético Vinotinto | Gustavo Herdoíza León      | 18 de junio | 15:00 |

| Real Puerto Quito  | 0 - 6 | Miguel Iturralde | San Antonio de Pichincha    | 24 de junio | 11:00 |
| Aampetra           | 2 - 0 | Aussie           | General Rumiñahui           | 25 de junio | 10:00 |
| Rayo               | 2 - 2 | AKD              | Olímpico Guillermo Albornoz | 25 de junio | 12:00 |
| Atlético Vinotinto | 3 - 0 | Espoli           | Liga Parr. de Nono          | 25 de junio | 14:00 |
| Cumbre Alta        | 0 - 1 | JIT              | Arena MPRO                  | 25 de junio | 14:00 |

| Miguel Iturralde | 2 - 1 | Rayo               | Liga Parr. de Guayllabamba | 1 de julio | 09:30 |
| Aussie           | 0 - 1 | Atlético Vinotinto | Liga Parr. de Guayllabamba | 1 de julio | 13:00 |
| Espoli           | 2 - 2 | Cumbre Alta        | Gustavo Herdoíza León      | 2 de julio | 09:00 |
| AKD              | 1 - 6 | Aampetra           | Luis Pozo                  | 2 de julio | 10:00 |
| JIT              | 1 - 0 | Real Puerto Quito  | LDC de Tabacundo           | 2 de julio | 14:00 |

| Atlético Vinotinto | 3 - 0 | AKD    | Arena MPRO                 | 7 de julio | 14:00 |
| Miguel Iturralde   | 0 - 0 | JIT    | Liga Parr. de Guayllabamba | 8 de julio | 09:30 |
| Aampetra           | 1 - 0 | Rayo   | General Rumiñahui          | 8 de julio | 11:00 |
| Real Puerto Quito  | 1 - 2 | Espoli | San Antonio de Pichincha   | 8 de julio | 11:00 |
| Cumbre Alta        | 1 - 1 | Aussie | Casa de la Selección       | 8 de julio | 11:00 |

| Espoli   | 4 - 1 | JIT                | Gustavo Herdoíza León       | 14 de julio | 12:00 |
| AKD      | 1 - 3 | Cumbre Alta        | Luis Pozo                   | 14 de julio | 14:00 |
| Aussie   | 3 - 3 | Real Puerto Quito  | Liga Parr. de Guayllabamba  | 15 de julio | 10:00 |
| Aampetra | 1 - 0 | Miguel Iturralde   | General Rumiñahui           | 15 de julio | 11:00 |
| Rayo     | 0 - 5 | Atlético Vinotinto | Olímpico Guillermo Albornoz | 15 de julio | 15:00 |

| Miguel Iturralde   | 1 - 0 | Espoli   | Liga Parr. de Guayllabamba | 22 de julio | 09:30 |
| Real Puerto Quito  | 3 - 2 | AKD      | San Antonio de Pichincha   | 22 de julio | 10:00 |
| Cumbre Alta        | 1 - 7 | Rayo     | Casa de la Selección       | 22 de julio | 14:00 |
| Atlético Vinotinto | 0 - 2 | Aampetra | Arena MPRO                 | 23 de julio | 14:00 |
| JIT                | 3 - 1 | Aussie   | LDC de Tabacundo           | 23 de julio | 14:00 |

| AKD                | 0 - 3 | JIT               | Luis Pozo                   | 27 de julio | 11:00 |
| Aampetra           | 2 - 0 | Cumbre Alta       | General Rumiñahui           | 29 de julio | 10:00 |
| Rayo               | 4 - 1 | Real Puerto Quito | Olímpico Guillermo Albornoz | 29 de julio | 14:00 |
| Atlético Vinotinto | 1 - 1 | Miguel Iturralde  | Arena MPRO                  | 30 de julio | 14:00 |
| Aussie             | 1 - 0 | Espoli            | Liga Parr. de Guayllabamba  | 31 de julio | 11:00 |

| Espoli            | 0 - 2 | AKD                | Gustavo Herdoíza León      | 4 de agosto | 12:00 |
| Miguel Iturralde  | 4 - 0 | Aussie             | Liga Parr. de Guayllabamba | 5 de agosto | 09:30 |
| Real Puerto Quito | 1 - 2 | Aampetra           | San Antonio de Pichincha   | 5 de agosto | 10:00 |
| JIT               | 2 - 2 | Rayo               | LDC de Tabacundo           | 6 de agosto | 14:00 |
| Cumbre Alta       | 1 - 2 | Atlético Vinotinto | Gustavo Herdoíza León      | 6 de agosto | 14:00 |

| AKD                | 0 - 4 | Aussie            | Polideportivo Machachi | 10 de agosto | 12:00 |
| Atlético Vinotinto | 8 - 0 | Real Puerto Quito | Arena MPRO             | 11 de agosto | 11:00 |
| Rayo               | 1 - 0 | Espoli            | Gilberto Rueda Bedoya  | 13 de agosto | 14:00 |
| Cumbre Alta        | 0 - 2 | Miguel Iturralde  | Gustavo Herdoíza León  | 13 de agosto | 14:00 |
| Aampetra           | 2 - 0 | JIT               | General Rumiñahui      | 13 de agosto | 14:00 |

| Aussie            | 2 - 7 | Rayo               | Casa de la Selección       | 18 de agosto   | 12:00          |
| Espoli            | 0 - 4 | Aampetra           | Gustavo Herdoíza León      | 18 de agosto   | 12:00          |
| Miguel Iturralde  | 7 - 0 | AKD                | Liga Parr. de Guayllabamba | 18 de agosto   | 12:00          |
| JIT               | 1 - 1 | Atlético Vinotinto | LDC de Tabacundo           | 18 de agosto   | 15:30          |
| Real Puerto Quito | -     | Cumbre Alta        | No se programó             | No se programó | No se programó |

#### Tabla de resultados cruzados
| Local \ Visitante  | AAM | AKD | VIN | AUS | CAL | ESP | JIT | MGI | RAY | RPQ |
| ------------------ | --- | --- | --- | --- | --- | --- | --- | --- | --- | --- |
| Aampetra           | —   | 3–0 | 1–2 | 2–0 | 2–0 | 5–0 | 2–0 | 1–0 | 1–0 | 4–1 |
| AKD                | 1–6 | —   | 0–5 | 0–4 | 1–3 | 2–0 | 0–3 | 1–5 | 3–4 | 0–3 |
| Atlético Vinotinto | 0–2 | 3–0 | —   | 4–0 | 5–3 | 3–0 | 4–0 | 1–1 | 1–1 | 8–0 |
| Aussie             | 1–3 | 3–0 | 0–1 | —   | 1–2 | 1–0 | 3–2 | 1–4 | 2–7 | 3–3 |
| Cumbre Alta        | 1–1 | 5–1 | 1–2 | 1–1 | —   | 1–1 | 0–1 | 0–2 | 1–7 | 1–2 |
| Espoli             | 0–4 | 0–2 | 1–0 | 1–0 | 2–2 | —   | 4–1 | 4–1 | 1–2 | 1–3 |
| JIT                | 0–2 | 2–2 | 1–1 | 3–1 | 1–1 | 1–1 | —   | 1–1 | 2–2 | 1–0 |
| Miguel Iturralde   | 0–2 | 7–0 | 1–1 | 4–0 | 2–0 | 1–0 | 0–0 | —   | 2–1 | 2–0 |
| Rayo               | 1–5 | 2–2 | 0–5 | 4–0 | 2–2 | 1–0 | 4–5 | 5–2 | —   | 4–1 |
| Real Puerto Quito  | 1–2 | 3–2 | 0–2 | 2–1 | —   | 1–2 | 1–3 | 0–6 | 0–1 | —   |

## Fase final

### Partido por el quinto puesto
| Fecha               | Lugar | Local            |                  | Resultado |                  | Visitante |
| ------------------- | ----- | ---------------- | ---------------- | --------- | ---------------- | --------- |
| 26 de agosto, 10:00 | Quito | Miguel Iturralde | Bandera de Quito | 1 – 0     | Bandera de Quito | Juventud  |

### Partido por el tercer puesto
| Fecha               | Lugar | Local              |                  | Resultado     |                  | Visitante     |
| ------------------- | ----- | ------------------ | ---------------- | ------------- | ---------------- | ------------- |
| 27 de agosto, 14:00 | Quito | Atlético Vinotinto | Bandera de Quito | (4) 1 – 1 (3) | Bandera de Quito | Da Encarnação |

### Final
| Fecha               | Lugar     | Local    |                  | Resultado     |                  | Visitante    |
| ------------------- | --------- | -------- | ---------------- | ------------- | ---------------- | ------------ |
| 26 de agosto, 11:00 | Sangolquí | Aampetra | Bandera de Quito | (1) 0 – 0 (4) | Bandera de Quito | Tumbaco AV25 |

| Bandera de Quito |
| Club Deportivo Tumbaco AV25 1.er título Clasificado a los play-offs de la Segunda Categoría 2023 y a la Copa Ecuador 2024.                                    |
| También clasificaron Aampetra como subcampeón, Atlético Vinotinto como tercer puesto, Da Encarnação como cuarto puesto y Miguel Iturralde como quinto puesto. |

## Clasificación general
| Pos. | Equipos             | Prom. | Pts. | PJ | PG | PE | PP | GF | GC | Dif. | Fase en la que concluyó su participación |
| ---- | ------------------- | ----- | ---- | -- | -- | -- | -- | -- | -- | ---- | ---------------------------------------- |
| 1.   | Tumbaco AV25 (C)    | 2.059 | 35   | 17 | 9  | 8  | 0  | 34 | 7  | +27  | Final                                    |
| 2.   | Aampetra            | 2.632 | 50   | 19 | 16 | 2  | 1  | 48 | 8  | +40  | Final                                    |
| 3.   | Atlético Vinotinto  | 2.158 | 41   | 19 | 12 | 5  | 2  | 49 | 13 | +36  | Partido por el tercer puesto             |
| 4.   | Da Encarnação       | 1.882 | 32   | 17 | 9  | 5  | 3  | 25 | 12 | +13  | Partido por el tercer puesto             |
| 5.   | Miguel Iturralde    | 1.947 | 37   | 19 | 11 | 4  | 4  | 42 | 18 | +24  | Partido por el quinto puesto             |
| 6.   | Juventud            | 1.647 | 28   | 17 | 8  | 4  | 5  | 30 | 12 | +18  | Partido por el quinto puesto             |
| 7.   | Sandino             | 1.750 | 28   | 16 | 8  | 4  | 4  | 26 | 16 | +10  | Primera fase                             |
| 8.   | Rayo                | 1.722 | 31   | 18 | 9  | 4  | 5  | 48 | 35 | +13  | Primera fase                             |
| 9.   | Deportivo Meridiano | 1.625 | 26   | 16 | 7  | 5  | 4  | 35 | 15 | +20  | Primera fase                             |
| 10.  | Deportivo Quito     | 1.438 | 23   | 16 | 6  | 8  | 2  | 24 | 14 | +10  | Primera fase                             |
| 11.  | JIT                 | 1.389 | 25   | 18 | 6  | 7  | 5  | 27 | 29 | −2   | Primera fase                             |
| 12.  | Espoli              | 1.000 | 18   | 18 | 5  | 3  | 10 | 18 | 31 | −13  | Primera fase                             |
| 13.  | Real Puerto Quito   | 0.941 | 16   | 17 | 5  | 1  | 11 | 21 | 43 | −22  | Primera fase                             |
| 14.  | Cumbre Alta         | 0.882 | 15   | 17 | 3  | 6  | 8  | 24 | 34 | −10  | Primera fase                             |
| 15.  | Aussie              | 0.778 | 14   | 18 | 4  | 2  | 12 | 22 | 43 | −21  | Primera fase                             |
| 16.  | Rumiñahui           | 0.750 | 12   | 16 | 4  | 0  | 12 | 20 | 46 | −26  | Primera fase                             |
| 17.  | Univ. San Francisco | 0.533 | 8    | 15 | 2  | 2  | 11 | 12 | 27 | −15  | Primera fase                             |
| 18.  | AKD                 | 0.444 | 8    | 18 | 2  | 2  | 14 | 17 | 61 | −44  | Primera fase                             |
| 19.  | Galácticos          | 0.200 | 3    | 15 | 1  | 0  | 14 | 9  | 67 | −58  | Primera fase                             |

## Clasificados a los play-offs del Ascenso Nacional 2023
| Bandera de Quito | Bandera de Quito   | Bandera de Quito | Bandera de Quito |
| Tumbaco AV25     | Atlético Vinotinto | Da Encarnação    | Miguel Iturralde |
| Campeón          | 3.° puesto         | 4.° puesto       | 5.° puesto       |
| 26/8/2023        | 27/8/2023          | 27/8/2023        | 26/8/2023        |